# ويليام زد. فوستر
ويليام زد. فوستر هو نقابي وسياسي أمريكي، ولد في 25 فبراير 1881 في تونتون في الولايات المتحدة، وتوفي في 1 سبتمبر 1961 في موسكو في روسيا. نشط حزبياً في الحزب الشيوعي الأمريكي.

## وصلات خارجية
- ويليام زد. فوستر على موقع الموسوعة البريطانية (الإنجليزية)
- ويليام زد. فوستر على موقع مونزينجر (الألمانية)
- ويليام زد. فوستر على موقع ديسكوغز (الإنجليزية)